# 巴拉顿海涅
巴拉顿海涅（匈牙利語：Balatonhenye，匈牙利語發音：[ˈbɒlɒtonɦɛɲɛ]）是匈牙利维斯普雷姆州所辖的一个村，与巴拉顿湖相距约8公里，总面积11.73平方公里，总人口113，人口密度9.6人/平方公里（2010年1月1日）。